# The Brothers Bloom
The Brothers Bloom, alternativ titel Penelope, är en romantisk komedifilm från 2008 regisserad av Rian Johnson med bland andra Adrien Brody, Mark Ruffalo och Rachel Weisz i rollerna.

## Om filmen
The Brothers Bloom hade världspremiär den 9 september 2008 och svensk premiär 22 maj 2009. Den har spelats in i Montenegro, Serbien, Rumänien och Tjeckien. Verkställande producent för filmen är Wendy Japhet och Douglas E. Hansen.

## Medverkande
- Rachel Weisz, Penelope Stamp
- Adrien Brody, Bloom
- Mark Ruffalo, Stephen
- Rinko Kikuchi, Bang Bang
- Robbie Coltrane, intendenten
- Maximilian Schell, Diamond Dog
- Ricky Jay, berättaren
- Zachary Gordon, Bloom som ung pojke
- Max Records, Stephen som ung pojke
- Andy Nyman, Charleston
- Noah Segan, Hertigen (The Duke)
- Nora Zehetner, Rose
- Ram Bergman, som sig själv
- Craig Johnson, äppelförsäljaren
- Dubravko Jovanović, Albino
- Esme Tyler, ung flicka
- Jovan Vitas, ung pojke
- Ana Sofrenović, Charlestons fru
- Vladimir Kulhavy,	polischefen